# فدان العريان العزيب (السكارة)
فدان العريان العزيب هو دُوَّار يقع بجماعة الجعيدات، إقليم الرحامنة، جهة مراكش آسفي في المملكة المغربية. ينتمي الدوّار لمشيخة السكارة التي تضم 26 دوار. يقدر عدد سكانه بـ 530 نسمة حسب الإحصاء الرسمي للسكان والسكنى لسنة 2004.

## روابط خارجية
- البوابة الوطنية للجماعات الترابية نسخة محفوظة 12 مارس 2018 على موقع واي باك مشين.
- المندوبية السامية للتخطيط